# Buk
Buk (Fagus) je rod rostlin z čeledi bukovité. Jsou to opadavé stromy s jednoduchými střídavými listy a nenápadnými, jednopohlavnými květy opylovanými větrem. Plodem jsou nažky uzavřené v ostnité číšce.
Rod zahrnuje 13 druhů a je rozšířen v mírném pásu severní polokoule. V České republice se jako klimaxová dřevina vyskytuje buk lesní.
Buky mají význam zejména jako zdroj kvalitního dřeva a jako okrasné dřeviny.

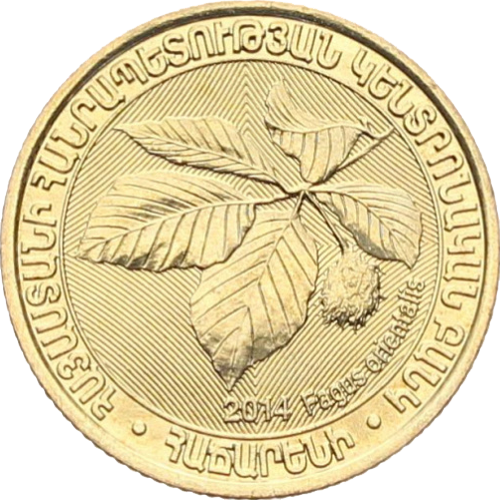
Buk východní na arménské minci

## Popis
Buky jsou jednodomé, opadavé stromy s hladkou kůrou. Zimní pupeny jsou dlouhé, rezavě hnědé, špičaté, kryté střechovitými šupinami. Listy jsou jednoduché, střídavé, dvouřadě uspořádané, s tenkou čepelí. Postranní žilky jsou nevětvené, víceméně souběžné, končící na okraji čepele v ostrém nebo nezřetelném zubu. Palisty jsou brzy opadavé.
Květenství jsou jednopohlavná a vyrůstají v paždí listů. Samčí květy jsou sdružené ve volné, stopkaté, mnohokvěté hlávce, mají srostlé kališní lístky a obsahují 6 až 16 tyčinek a zakrnělé zbytky semeníku. Okvětí nese 4 až 7 laloků. Samičí květy jsou zpravidla ve skupince po 2, podepřené jednoduchou, čtyřčetnou číškou a obklopené četnými listeny. Samičí květy mají volné kališní lístky, gyneceum je složeno ze 3 plodolistů se 3 volnými, zahnutými čnělkami. Plodem jsou 2 (1 až 3) vejcovité nebo trojhranné oříšky uzavřené v dřevnaté číšce otevírající se zpravidla 4 chlopněmi. Číška je na povrchu pokrytá krátkými, tuhými ostny. Plody dozrávají v 1. roce po opylení.

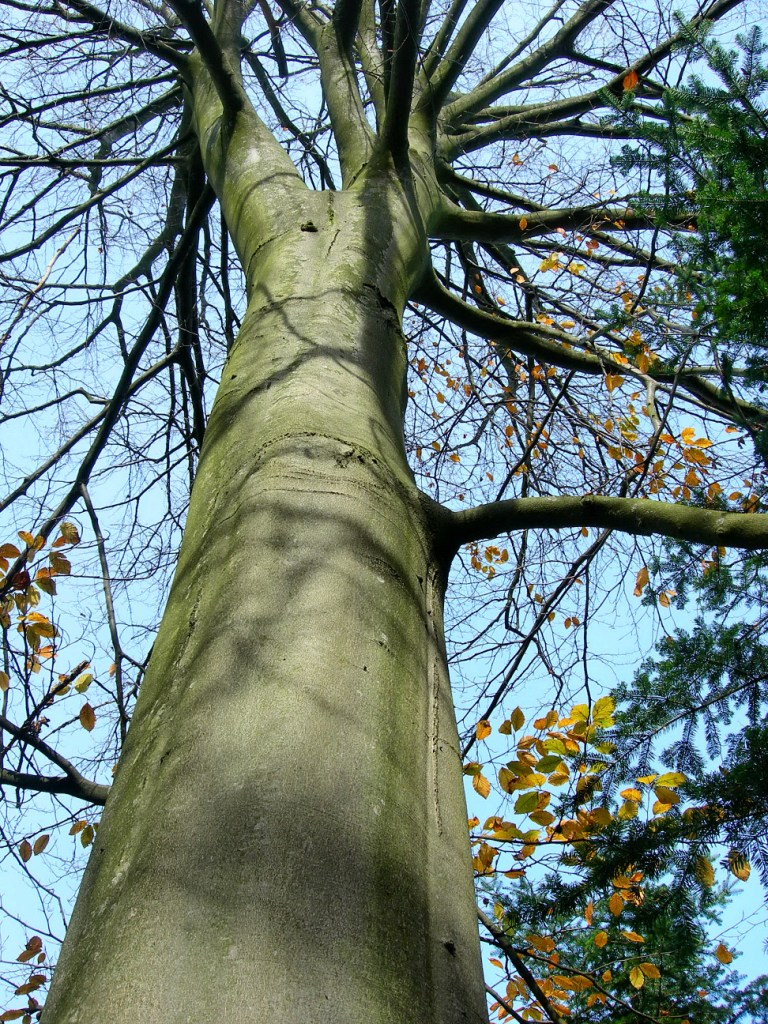
Typická borka buku lesního
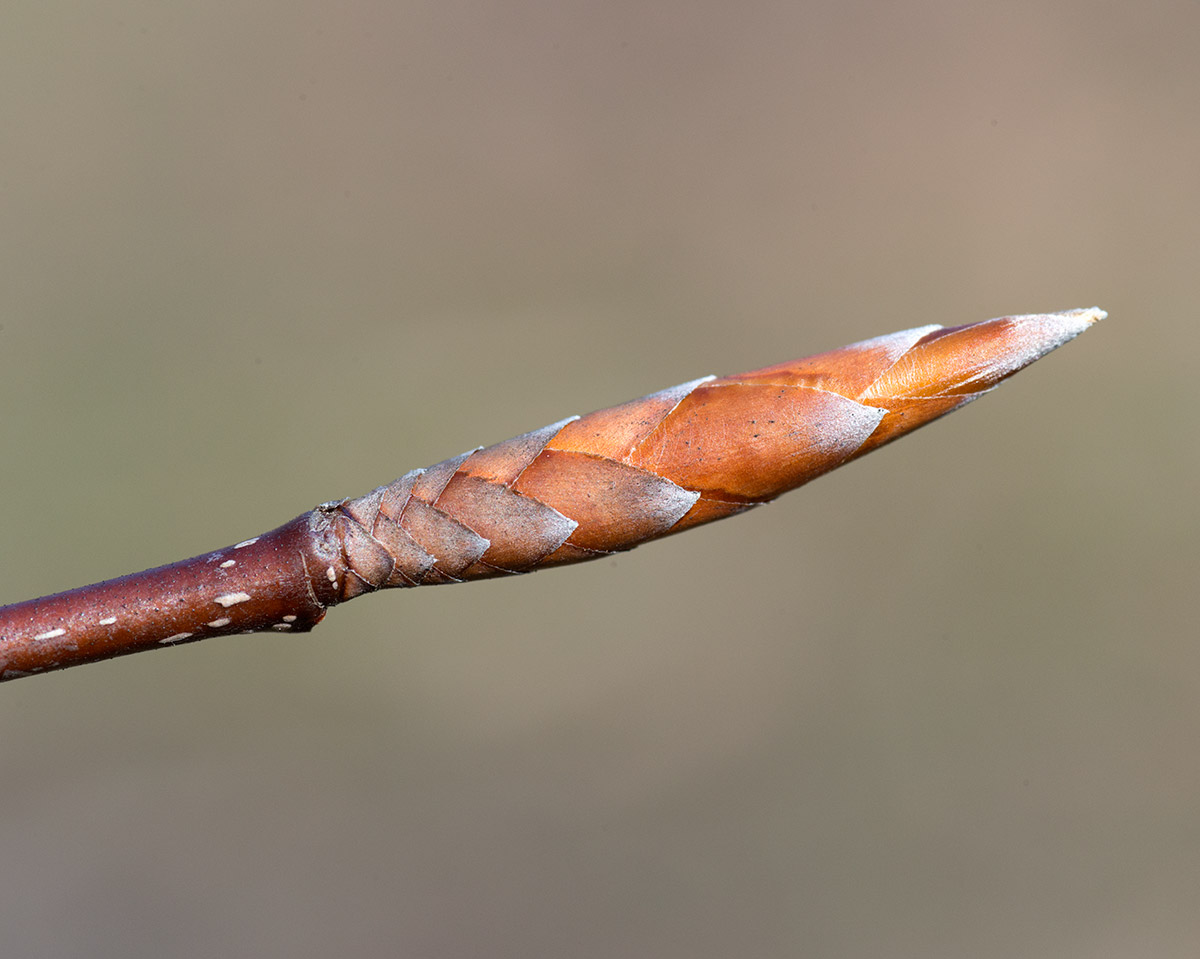
Pupen buku velkolistého
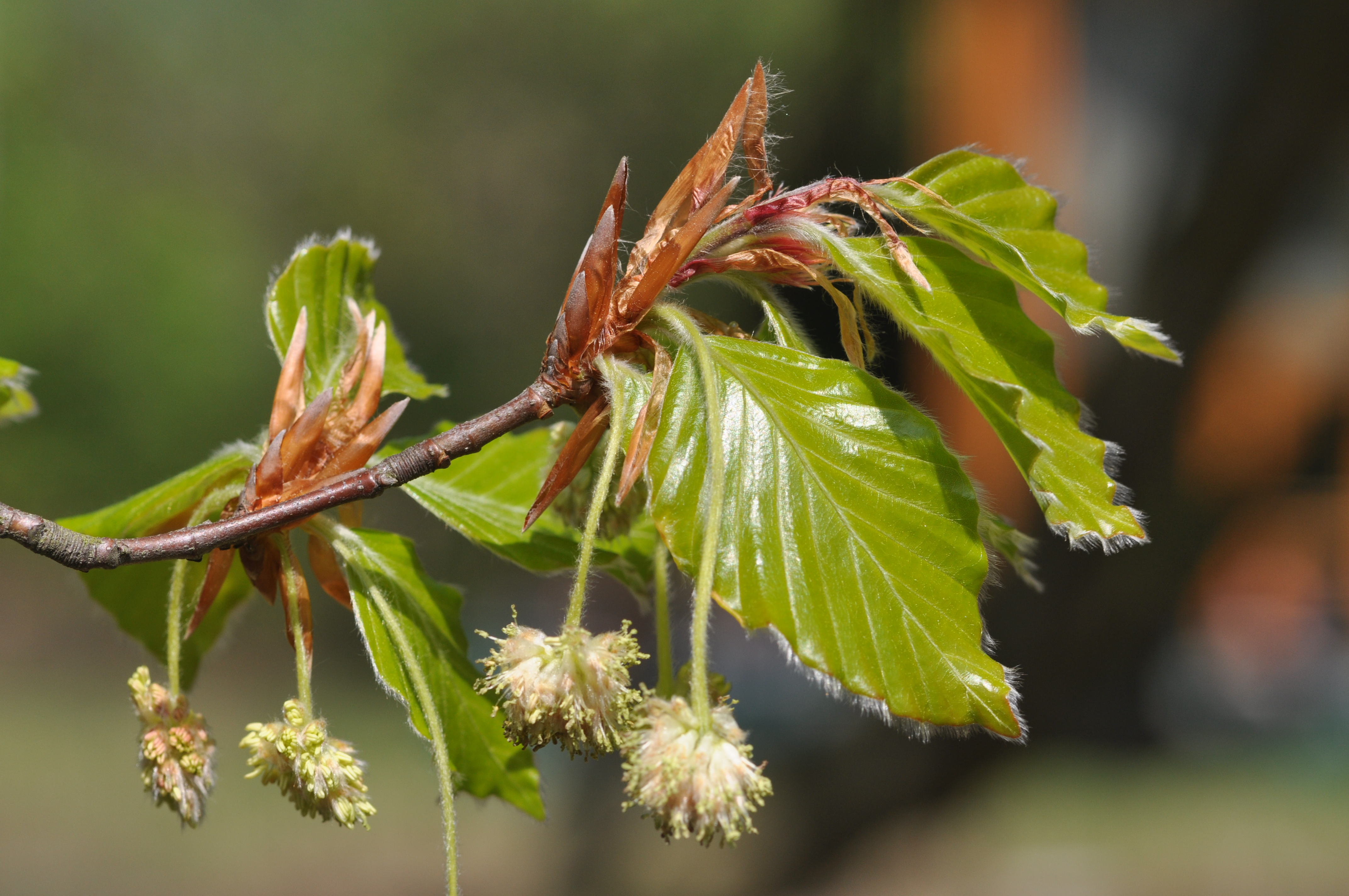
Samčí květenství buku lesního

## Rozšíření
Rod buk zahrnuje 13 druhů. Je rozšířen především v mírném pásu severní polokoule, některé druhy přesahují i do horských oblastí tropů a subtropů. Areál rodu se rozpadá do 3 oblastí. Největší počet druhů roste ve východní Asii (zejména v Číně, dále v Koreji, Japonsku a Vietnamu). V Evropě se vyskytují dva druhy. Buk lesní roste v téměř celé Evropě kromě její severovýchodní části a zasahuje i do Turecka a na Kavkaz. Buk východní je rozšířen v jihovýchodní a východní Evropě a jihozápadní Asii. V Severní Americe se vyskytuje jediný druh, buk velkolistý. Nominátní poddruh roste ve východní polovině USA a Kanady, druhý poddruh (F. grandifolia subsp. mexicana, někdy oddělovaný jako samostatný druh F. mexicana) je rozšířen v severním a středním Mexiku.
Buk lesní je ve střední Evropě dominantou listnatých lesů označovaných jako bučiny či bukojedliny. Bučiny se rozkládají jako přirozená, klimaxová vegetace na hlubších a vlhčích, živinami bohatších půdách. Častými příměsmi v těchto porostech jsou zejména jedle bělokorá a habr obecný, na rozvolněnějších suťových či skalnatých stanovištích také lípy, javory, jilmy, jasany, v jihovýchodní Evropě také buk východní. Buk lesní je na stanovištích vyhovujících jeho nárokům považován za konkurenčně nejsilnější středoevropskou dřevinu.
Čínské druhy rostou převážně jako jedna ze složek horských listnatých a smíšených lesů a jen velmi zřídka v porostech dominují. Naproti tomu v Japonsku tvoří zejména na straně přivrácené k Japonskému moři hlavní složku listnatých lesů.

## Taxonomie
Buk je bazálním rodem čeledi bukovité a jeho příbuznost s ostatními rody dané čeledi je dosti vzdálená.
Druh Fagus chienii je znám pouze z typového sběru v provincii S’-čchuan v Číně. Byl popsán v roce 1935.

## Prehistorie

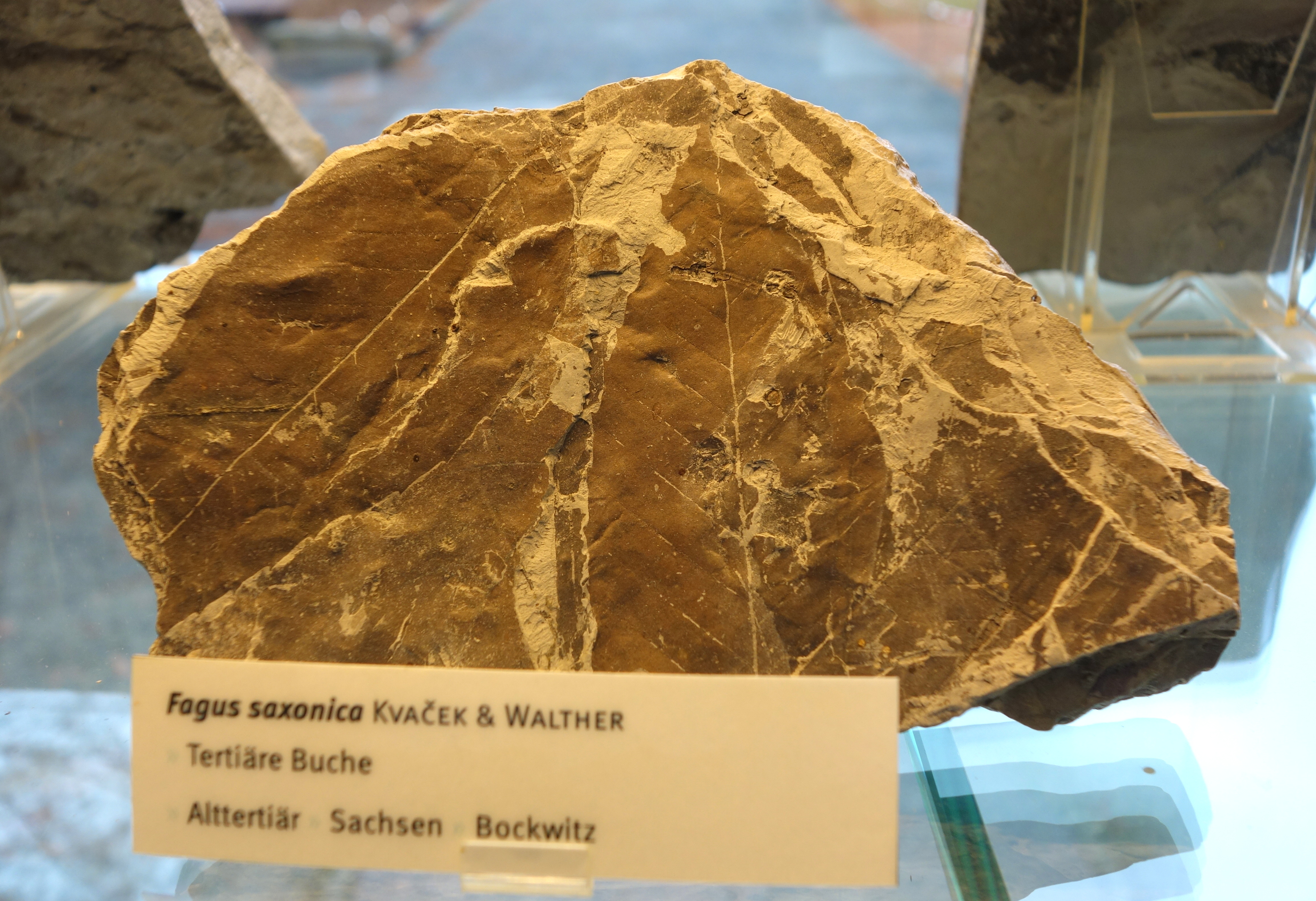
Fosilní listy †Fagus saxonica

Nejstarší fosílie přiřazované rodu Fagus pocházejí ze západních oblastí Severní Ameriky a jsou datované do období raného eocénu. Divergence amerického druhu Fagus grandifolia proběhla asi před 44 milióny let. V raném období středního eocénu se rod vyskytoval i v severovýchodní Číně. V průběhu oligocénu se buky rozšířily i do Střední Asie a Evropy. K divergenci mezi evropskými druhy Fagus sylvatica a F. orientalis došlo v období asi před 8,7 milióny let (svrchní miocén).

## Zástupci
V současnosti je známo 13 druhů buku:
- Fagus engleriana – buk Englerův
- Fagus japonica – buk japonský
- Fagus lucida – buk lesklý
- Fagus sylvatica – buk lesní
- Fagus grandifolia – buk velkolistý
- Fagus crenata – buk vroubkovaný, syn. buk Sieboldův
- Fagus orientalis[9] – buk východní
- Fagus chienii
- Fagus hayatae
- Fagus multinervis
- Fagus pashanica
- Fagus sinensis
- Fagus × taurica

## Význam

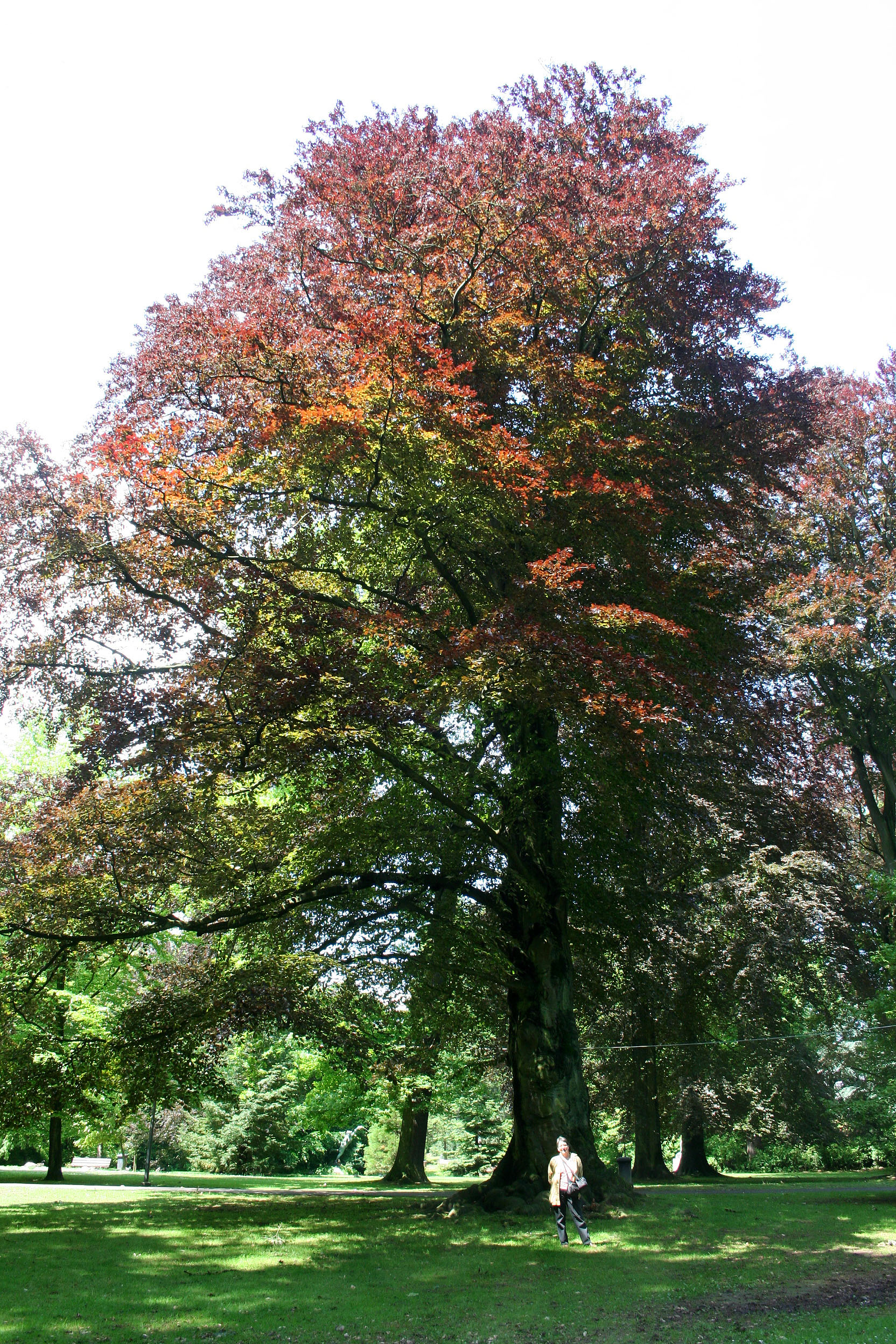
Buk lesní 'Atropurpurea'

Buky jsou významným zdrojem kvalitního dřeva.
Buk lesní je pěstován v řadě různých kultivarů a jako okrasná a parková dřevina. Vzácněji se jako sbírkové dřeviny pěstují v botanických zahradách a arboretech i některé jiné druhy, jako je buk velkolistý, buk vroubkovaný nebo buk lesklý.
Jádra plodů buku lesního jsou v omezeném množství jedlé. V některých oblastech Evropy z nich byl získáván jedlý olej, používaný do salátů a jako náhražka másla. Pražená jádra také sloužila jako náhražka kávy.

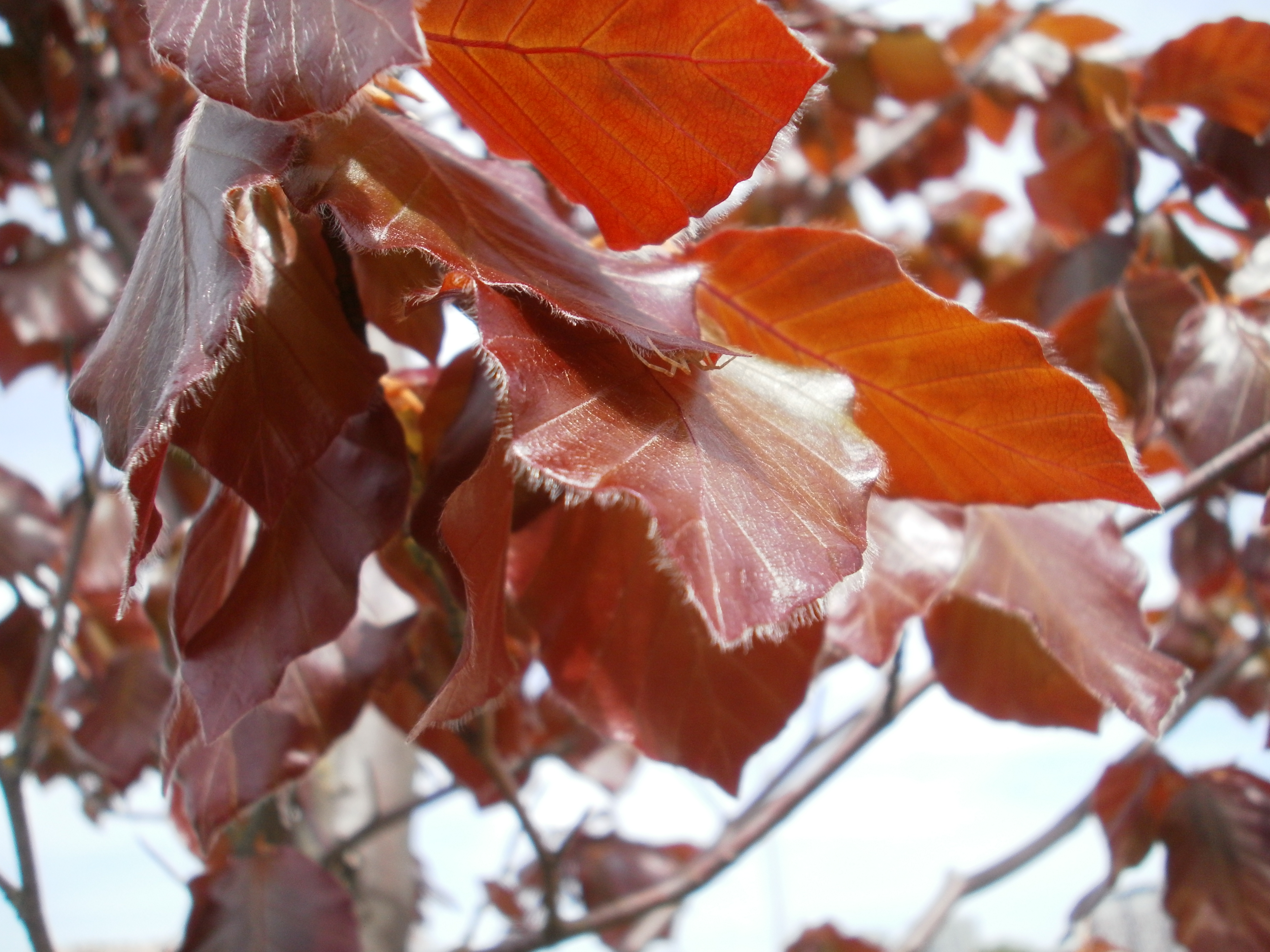
Listy červenolistého kultivaru buku lesního F. sylvatica 'Atropurpurea'
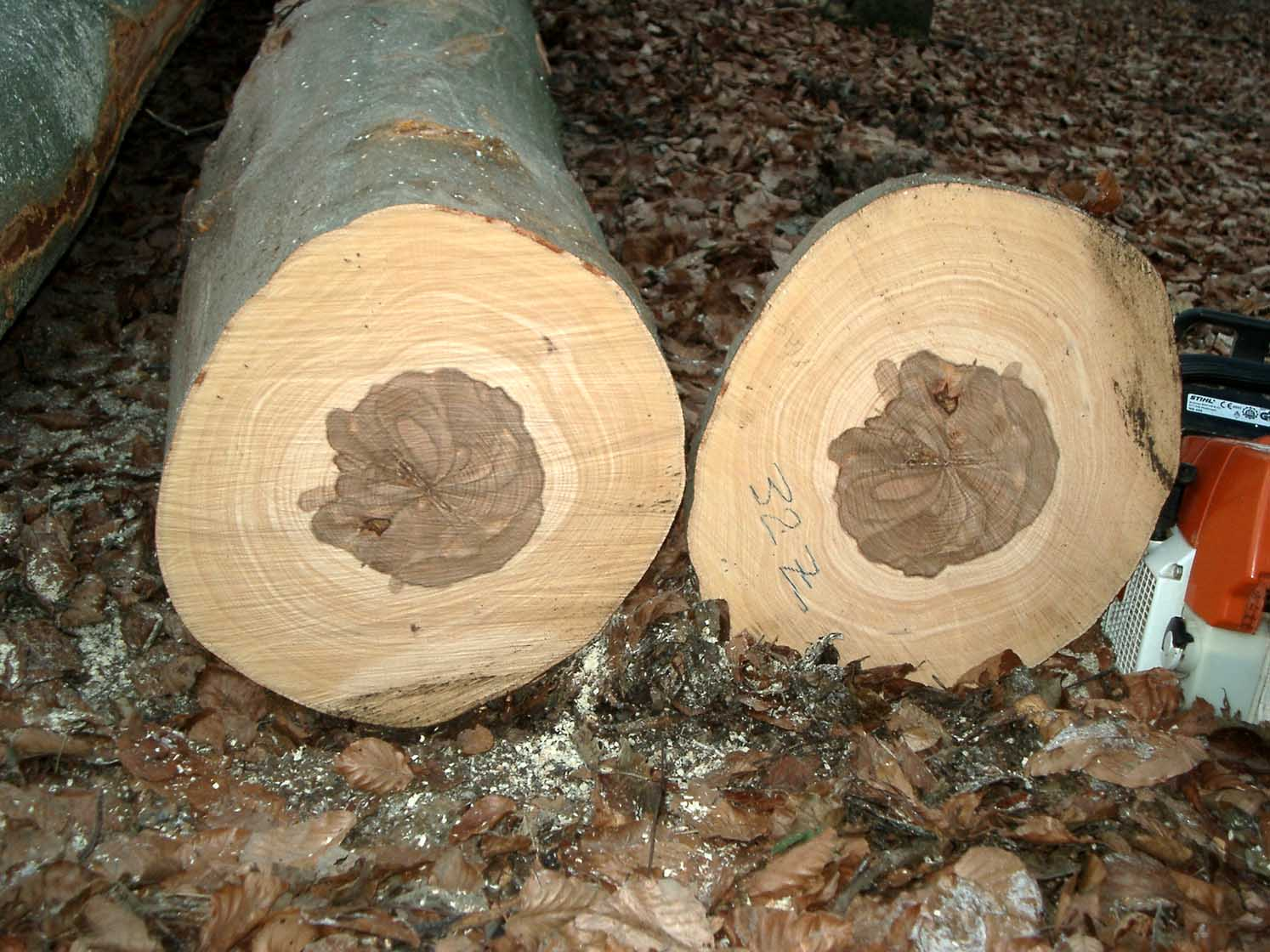
Poražené kmeny buku lesního
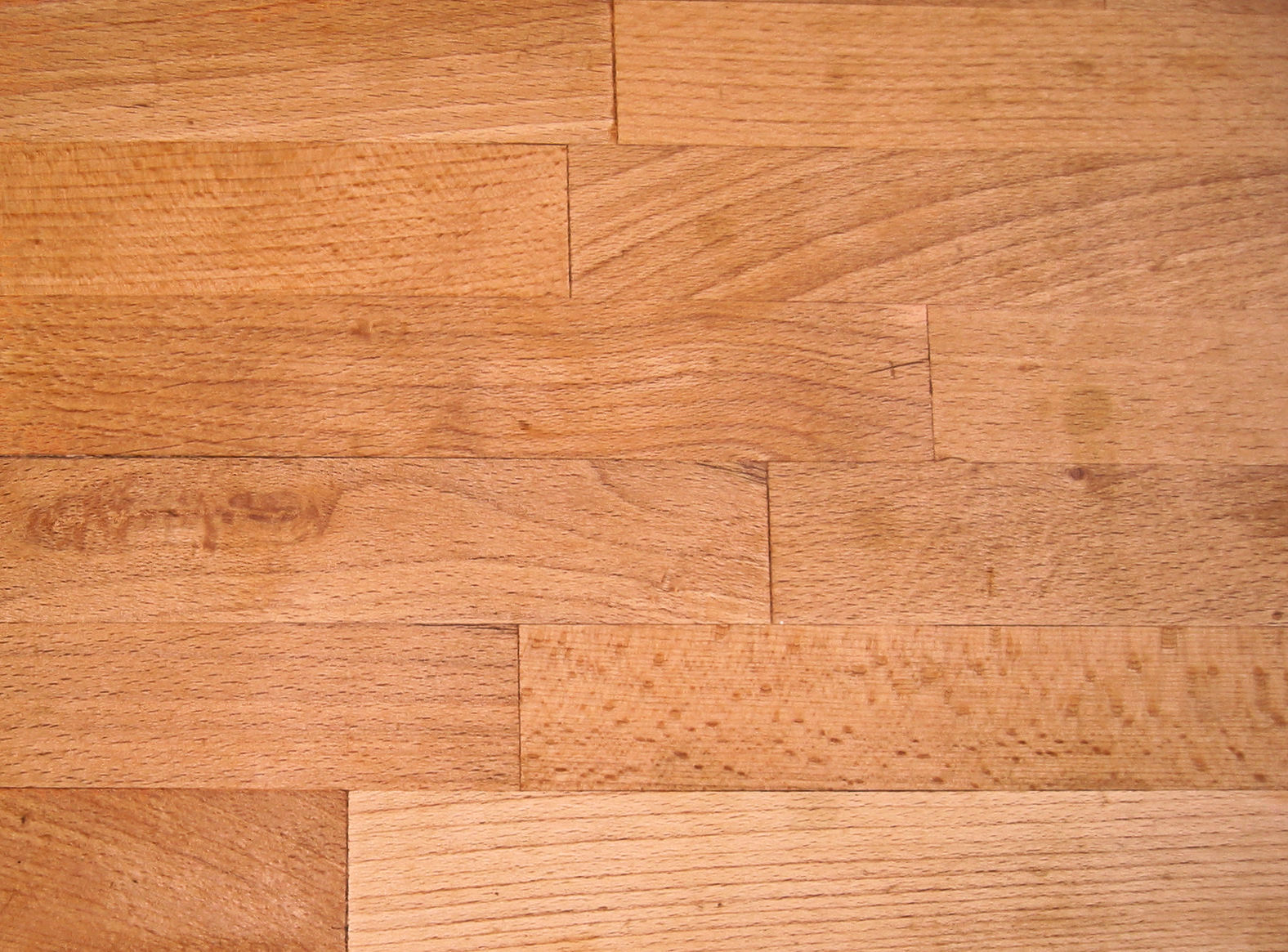
Bukové dřevo

## Přehled druhů a jejich rozšíření
- Fagus chienii - Čína (S’-čchuan)
- Fagus crenata - Japonsko
- Fagus engleriana (Buk Englerův) - střední a jihovýchodní Čína
- Fagus grandifolia - východní oblasti Kanady a USA, Mexiko
- Fagus hayatae - jihovýchodní Čína, Tchaj-wan
- Fagus japonica - Japonsko, Korea
- Fagus lucida - jihovýchodní Čína
- Fagus multinervis - Korea
- Fagus orientalis - jv. a v. Evropa, jz. Asie, Kavkaz
- Fagus sinensis (syn. F. longipetiolata) - střední a jihovýchodní Čína, Vietnam
- Fagus sylvatica - Evropa, Malá Asie, Kavkaz
- Fagus x taurica - jv. Evropa, Krym (kříženec F. orientalis x sylvatica)[3]
- Fagus pashanica - Čína